# Sotstjärtmes
Sotstjärtmes (Aegithalos fuliginosus) är en östasiatisk fågel i familjen stjärtmesar inom ordningen tättingar, endemisk för Kina.

## Utseende och läte
Sotstjärtmesen är en 11,5 cm lång typisk stjärtmes, med brunaktig ovansida, en silvergrå fläck i ansiktet och ett tydligt avgränsat mörkt bröstband. Den är brun på pannan, hjässans mitt och på nacken, blekare och gråare på sidorna. Tygeln, ögonbrynsstrecket och kinden är alla frostigt blekgrå. I ansiktet syns även ett gråbrunt mustaschstreck och blekgrå strupe. Från halsen och över övre delen av bröstet går ett vitt band. Bland lätena hörs högfrekventa, rena och genomträngande "see-see-see".

## Utbredning och systematik
Sotstjärtmesen förekommer enbart i bergstrakter i bergen i Kina (Sichuan, södra Gansu, södra Shaanxi och sydvästra Hubei). Trots avvikande utseende visar studier endast små genetiska skillnader gentemot svartbrynad stjärtmes. Detta tros dock ha orsakats historisk hybridisering mellan hane svartbrynad stjärtmes och hona sotstjärtmes. Sotstjärtmesen behandlas som monotypisk, det vill säga att den inte delas in i några underarter.

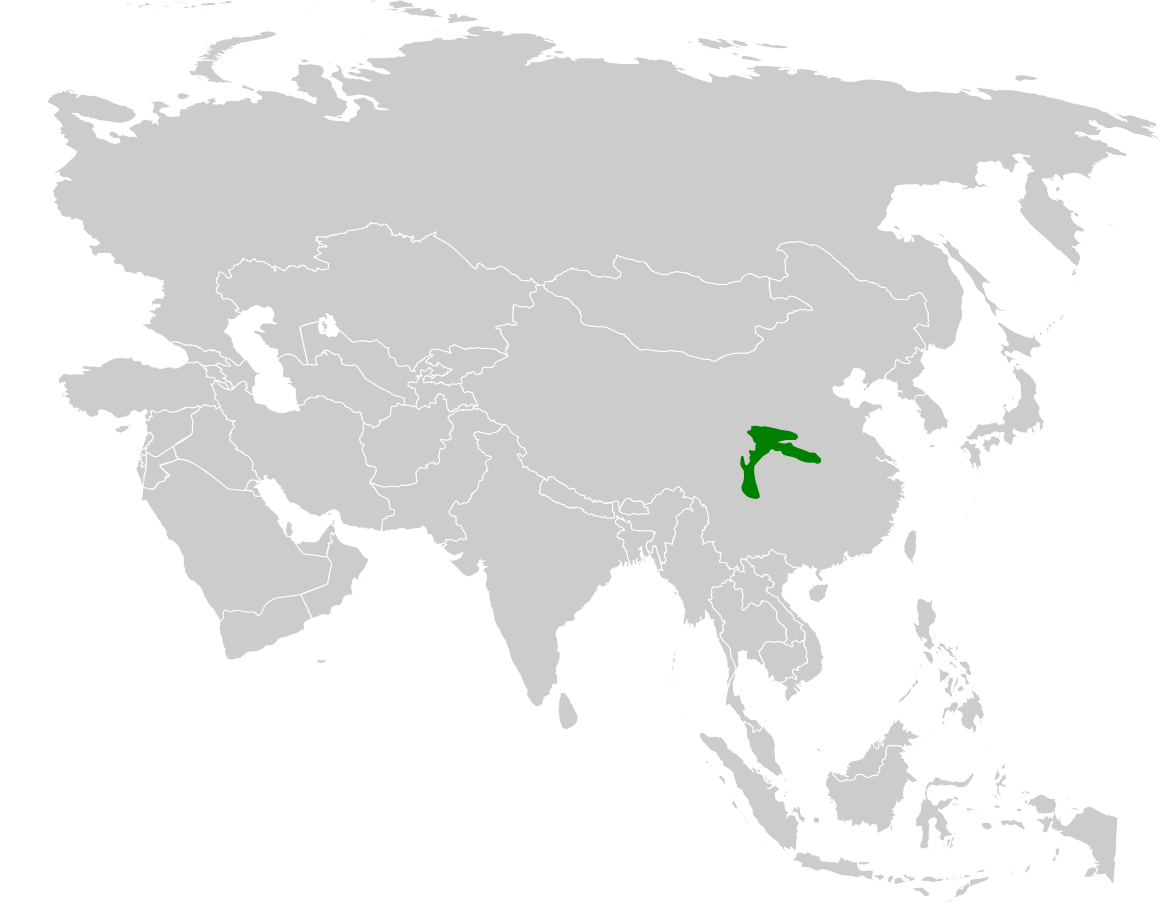
Sotstjärtmesens utbredningsområde.

## Levnadssätt
Sotstjärtmesen hittas i blandskog med inslag av gran och ordentligt busklager (Salix och björk), ofta med utvecklad undervegetation av bambu. Den förekommer från 1000 meters höjd till 2600 meter. Fågeln lever av insekter och bär. Liksom andra stjärtmesarter formar den stora flockar utanför häckningstid, med upp till 40 individer. Häckningsbiologin är mycket dåligt känd, annat än att den setts mata ungar i mitten av maj i Sichuan.

## Status och hot
Arten har ett stort utbredningsområde och en stor population med stabil utveckling och tros inte vara utsatt för något substantiellt hot. Utifrån dessa kriterier kategoriserar internationella naturvårdsunionen IUCN arten som livskraftig (LC). Världspopulationen har inte uppskattats men den beskrivs som generellt ganska ovanlig.